# OASYS (アルバム)
『OASYS』（オアシス）は、2010年9月15日に発売されたKREVAの1枚目のミニ・アルバム。発売元はポニーキャニオン。

## 概要
KREVAにとって初めてとなるミニ・アルバムである。アルバムとしては『心臓』から約1年ぶりで、腰椎椎間板性急性腰痛症で活動を休止していたKREVAの復帰作である。
以前からミニ・アルバムの制作はしたかったと述べており、ライブを考えた時にシングルをリリースし披露曲のレパートリーが数曲増えるより、ある程度まとめて増える方がいいとことからシングルではなくミニ・アルバムとして制作され発売されることとなった。
本作は以前見られたサンプリング手法ではなく、シンセサイザーの手法でサウンドが制作された。
アルバムタイトルの「OASYS」はKREVAが使っているシンセサイザーの機種名からきている。
本作の発売に合わせ、iTunes Storeで19本のミュージック・ビデオ販売を開始した。

## 収録曲
特記以外　作詞・作曲：KREVA
1. 道なき道
2. かも
  - 本作のリード曲で、MVも制作された[4]。
3. たられば feat.SONOMI
  - 作詞：KREVA,SONOMI
4. 最終回
5. エレクトロ・アース・トラックス
  - 作詞・作曲：福井隆史
  - YOUNG PUNCHの同名曲のカバー[5]。
6. Oasys（Instrumental）
7. Changing Same
8. Reprise 〜道なき道〜